# Талли-Сиза
Талли́-Сиза́ (рос. Таллы-Сыза, башк. Таллыһыҙа) — село у складі Бакалинського району Башкортостану, Росія. Входить до складу Урманаєвської сільської ради.
Населення — 147 осіб (2010; 207 у 2002).
Національний склад:
- татари — 86 %